# Zdeňka Šilhavá
Zdeňka Bartoňová-Šilhavá (Krnov, 15 giugno 1954) è un'ex discobola e pesista ceca, fino al 1992 cecoslovacca, che nel 1984 stabilì il record mondiale del lancio del disco con 74,56 m.
Questo primato mondiale fu battuto solo quattro anni dopo da Gabriele Reinsch, ma resiste tuttora come record nazionale.

## Biografia
In carriera ha partecipato alle Olimpiadi di Seul 1988, giungendo sesta nel disco (67,84 metri) e undicesima nel getto del peso (18,86 metri).
È sposata con il discobolo Josef Šilhavý.

## Record nazionali

### Master M45
- Getto del peso, 16,95 m ( Ostrava, 26 giugno 1999)
- Lancio del disco, 64,09 m ( Pardubice, 11 agosto 1999)

## Palmarès
| Anno | Manifestazione | Sede          | Evento           | Risultato | Misura  | Note |
| ---- | -------------- | ------------- | ---------------- | --------- | ------- | ---- |
| 1977 | Europei indoor | San Sebastián | Getto del peso   | 7ª        | 17,05 m |      |
| 1978 | Europei indoor | Milano        | Getto del peso   | 5ª        | 18,16 m |      |
| 1978 | Europei        | Praga         | Getto del peso   | 9ª        | 17,23 m |      |
| 1980 | Olimpiadi      | Mosca         | Lancio del disco | 11ª       | 57,78 m |      |
| 1980 | Olimpiadi      | Mosca         | Getto del peso   | 10ª       | 18,40 m |      |
| 1982 | Europei        | Atene         | Lancio del disco | 13ª       | 56,16 m |      |
| 1982 | Europei        | Atene         | Getto del peso   | 9ª        | 18,46 m |      |
| 1983 | Europei indoor | Milano        | Getto del peso   | Bronzo    | 19,56 m |      |
| 1983 | Mondiali       | Helsinki      | Lancio del disco | 6ª        | 64,32 m |      |
| 1983 | Mondiali       | Helsinki      | Getto del peso   | 9ª        | 19,00 m |      |
| 1987 | Mondiali       | Roma          | Lancio del disco | 4ª        | 64,82 m |      |
| 1988 | Olimpiadi      | Seul          | Lancio del disco | 6ª        | 67,84 m |      |
| 1988 | Olimpiadi      | Seul          | Getto del peso   | 11ª       | 18,86 m |      |
| 1993 | Mondiali       | Stoccarda     | Lancio del disco | 22ª       | 57,16 m |      |
| 1994 | Europei        | Helsinki      | Lancio del disco | 12ª       | 55,04 m |      |
| 1995 | Mondiali       | Göteborg      | Lancio del disco | 24ª       | 56,38 m |      |
| 1996 | Olimpiadi      | Atlanta       | Lancio del disco | 19ª       | 59,24 m |      |

## Campionati nazionali

### Cecoslovacchia
- 6 volte campionessa nazionale nel lancio del disco (1981/1985, 1987).
- 1 volta campionessa nazionale nel getto del peso (1980).
- 3 volte campionessa nazionale indoor nel getto del peso (1979/1980, 1983).

### Repubblica Ceca
- 2 volte campionessa nazionale nel lancio del disco (1995, 1999).
- 5 volte campionessa nazionale nel getto del peso (1995/1997, 1999/2000).
- 6 volte campionessa nazionale indoor nel getto del peso (1993, 1995/1998, 2000).